# Ilhas Andreanof

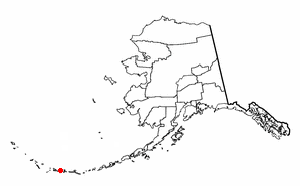
Localização da ilha Adak, nas ilhas Adreanof, Aleutas, Alasca

As Ilhas Andreanof constituem um arquipélago no grupo das ilhas Aleutas, a sudoeste do Alasca, Estados Unidos. Encontram-se localizadas entre o canal de Amchitka e o grupo das ilhas Rat a oeste, e o canal de Amukta e o grupo das ilhas Four Mountains a leste, a aproximadamente 52° Norte e de 172°57' a 179°09' Oeste. A cadeia de ilhas estende-se por 440 km, e ocupa uma área total de 3 924,737 km². A população total é de 412 habitantes no censo de 2000, a maioria dos quais habitava na cidade de Adak, na ilha Adak.
As ilhas Delarof, um subgrupo das ilhas Andreanof, constituem as ilhas mais ocidentais do arquipélago.